# Шулежко Павло Григорович
Павло Григорович Шулежко (англ. Pavlo Shulezhko; нар. 28 грудня 1902, Золотоноша Полтавської губернії (нині: Черкаська область, Україна)— пом. 8 липня 1984, Сан-Франциско, США) — інженер-механік, професор, церковний і громадський діяч у Сіднеї (Австралія) у 1950—1960 роках, професор Рочестерського Технологічного Інституту (США).

## Життєпис
Закінчив середню школу у Черкасах.
У 1922—1927 рр. навчався в Полтавському індустріальному інституті, закінчив його з дипломом інженера-будівельника.
У 1927—1932 рр. працював на інженером, згодом — у науково-дослідному інституті.
У 1932—1936 рр. навчався на фізико-математичному факультеті Харківського університету та вступив до аспірантури.
Протягом 1930-х років була опублікована низка праць Шулежка в журналах «Вісник інженерів», «Соціалістична індустрія», «Прикладна математика і мехіаніка», а також у «Збірнику Харківського науково-дослідного інституту».
З 1938 р. — доцент (ще під час навчання у аспірантурі.
У 1939 р. захистив дисертацію, отримавши ступінь кандидата фізико-математичних наук.
Під час Другої світової війни емігрував до Німеччини.
У 1945—1948 роках працював в Українському технічно-господарському інституті (УТГІ) в Регесбурзі (Німеччина), очолював кафедру теоретичної механіки.
Наприкінці 1948 р. виїхав до Австралії, працював інженером-дослідником на гідроелектростанції.
З 1953 р. — викладач в Університеті Сіднею.
У 1959 р. переїхав до США.
З 1960 р. — професор Рочестерського Технологічного Інституту (США), Праці Шулежка публікувалися англійською мовою в наукових виданнях США та Австралії.
Був обраний дійсним членом Наукового Товариства Шевченка (НТШ), Української вільної академії наук (УВАН) в США, Асоціації українських професорів в США, Асоціації українських інженерів США та низки американських наукових асоціацій.
Похований на українському православному цвинтарі Баунд Брук у Сан-Франциско.

## Громадська та религійна діяльність
Брав активну участь в громадському та церковному житті української діяспори.
Був головою НТШ Австралії НТШ в Австралії (до 1959 р.) та заступником голови НТШ в Європі.
В Австралії був одним з фундаторів парафії Св. Афанасія в м. Гренвіл, учасником і секретарем Першого Церковного собору Української автокефальної православної церкви в Австралії (26 — 29 грудня 1953 р.).

## Праці
- Теоретична механіка. — Регенсбург. УТГІ, 1947.
- Опір матеріалів або теорія витривалості матеріалів. — Регенсбург. УТГІ, 1948.
- Метода інтеграції по контуру для розвязання граничних задач. — Рочестер. Рочестерський технологічний ін-т, 1960.
- Розвязання проблеми еластичної стійкості плит з різними граничними умовами за допомогою метода редукції. — Регенсбург. УТГІ, 1965.